# 마루야마 단층

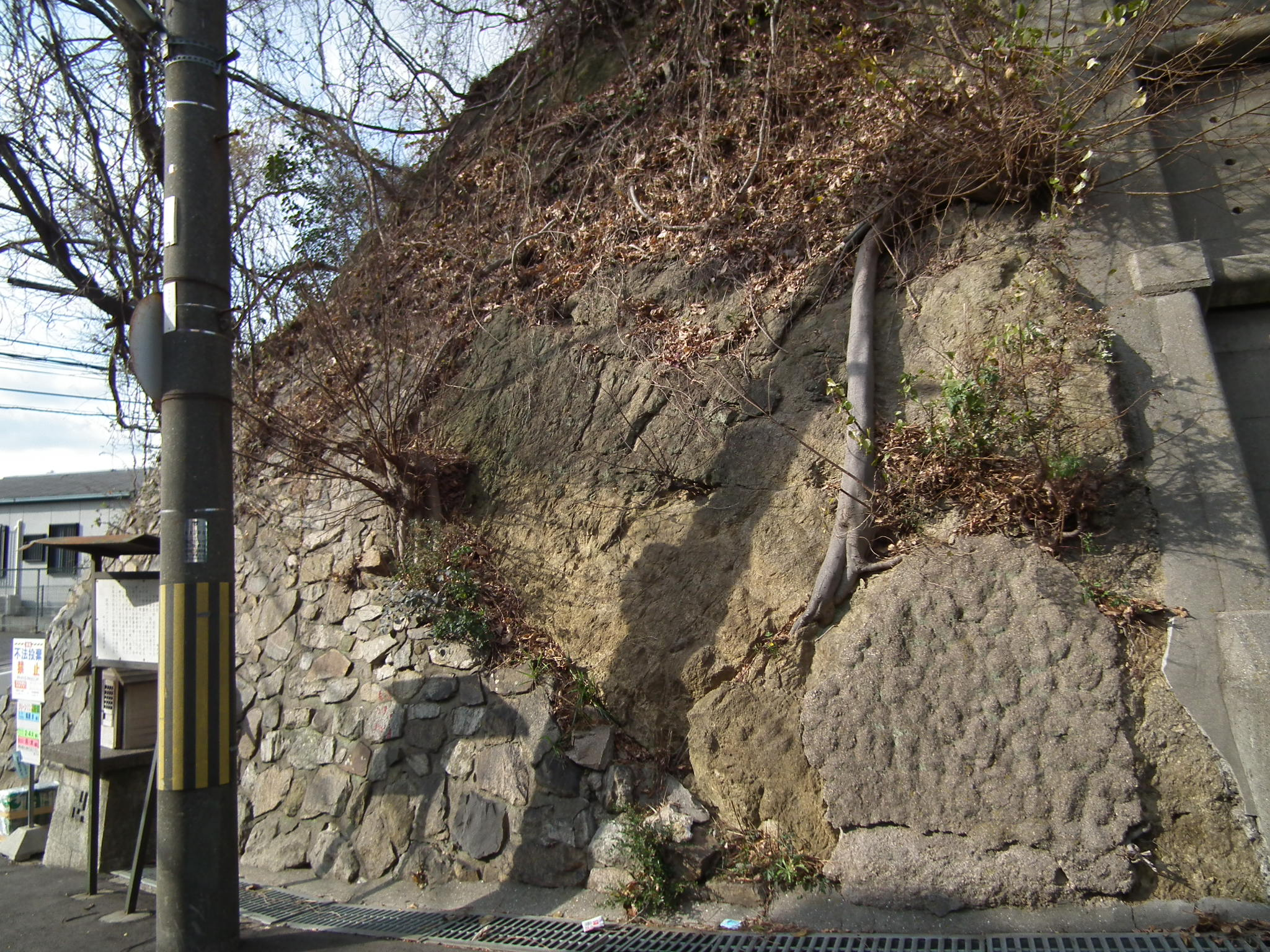
마루야마 스러스트 단층

마루야마 단층은 효고현 고베시 나가타구 묘센지 정에 있는 스러스트 단층(역단층)이다. 1937년 12월 21일 고베 마루야마 스러스트 단층으로 일본의 천연기념물에 등록되었다.

## 개요
롯코 산괴 북부에 있는 대단층의 일부로, 1932년 교토대학 조교수였던 우에지 토라지로(上治寅治郎)에 의해 발견되었으며 그 규모는 256.9m2이다.
단층의 특징은 발견 당시보다 약 1500만 년 전에 생긴 지층 위에 그보다 훨씬 오래된 중생대 초기의 약 1억 9000만 년 전의 것으로 추정되는 화강암이 역전되어 겹쳐 있는 접이다. 이는 오사카 만의 함몰에 의한 큰 지각변동의 결과 롯코 산의 기반을 이루는 화강암이 주변의 고베 층군을 누르고 올라왔기 때문일 것으로 추정된다.
이 단층이 천연기념물로 지정된 것은 쇼와 초기 당시 긴키에는 존재하지 않을 것이라 추측했던 역단층이며, 게다가 단층면이 저각도의 스러스트 단층이었던 것을 중시했기 때문이다.

## 롯코 산 성인론에 미친 영향
이 스러스트 단층의 발견은 롯코 산 성인론에 큰 영향을 미쳤다. 이전까지는 롯코 산의 성인은 지루설 (롯코 산 지루설)이 정설로 인정받아왔다. 이는 롯코 산의 높은 중앙부를 제외한 남북 양쪽이 함몰하여 북쪽에는 미노다니에서 하나야마, 오이케, 아리마, 나마세, 다카라즈카시에 이르는 저지대가, 남쪽에는 현재 고베 시가지에 해당하는 지역이 형성되었으며, 함몰되지 않고 남은 고지가 현재의 롯코 산이라는 이론이다.
그러나 마루야마 단층의 발견으로 지루설과는 정반대로 지각에 가해지는 횡압력에 의해 지반이 융기하여 롯코 산을 형성하였다는 이론이 대두되었다.

## 참고 문헌
- 『고단샤』日本の天然記念物 p.930、p.932 1995年3月20日 第1刷 ISBN 4-06-180589-4